# جان بيتي
جان بيتي (بالفرنسية: Jean Petit)‏ هو عالم عقيدة وشاعر فرنسي، ولد في 1360 في Brachy ‏ في فرنسا، وتوفي في 15 يوليو 1411 في هيسدين في فرنسا.